# Intermezzo
Intermezzo — психологическая автобиографическая новелла Михаила Коцюбинского, написанная в 1908 году. Произведение повествует о духовном выздоровлении уставшего мастера при встрече с природой.

## История создания
Итальянское слово intermezzo означает небольшую музыкальную пьесу, служащую вставкой (перерывом) между двумя разделами произведения и имеющую иное построение и иной характер. Для лирического героя новеллы Коцюбинского такой перерыв значил отдых среди полей, музыка ветра и солнца. Летом 1908 года Михаил Коцюбинский поехал на отдых в Кононовку, что на территории современной Черкасской области, куда его пригласил Евген Чикаленко. Новелла посвящена Кононовским полям. Intermezzo была написана после событий первой русской революции, итог которой повлиял на мастера. Лирический герой — уставший и надломленный интеллектуал-мыслитель. В Кононовке начинается его выздоровление, где переломным моментом является встреча с крестьянином-тружеником, возмущение и гнев которого пробуждают новое желание к творчеству и борьбе. Размышления лирического героя в основном сосредоточены вокруг темы места мастера в обществе.

## Содержание
В образе главного героя Михаил Коцюбинский показал интеллигентного человека, демократического и творческого. Писатель касается проблемы взаимоотношений художника и общества: может ли мастер убежать от жизни? Intermezzo — не только отдых уставшего творца, но и изображение его в тех критических, экстремальных условиях, что сложились впоследствии реакции и не давали возможности ни полноценно жить, ни творить.
Тема произведения — мастер и общество. Лирический герой целиком отданный людям, он стремится служить им и другим, но переутомление от социальной борьбы толкает его на временный отдых.
В центре произведения — конфликт между нормальным и ненормальным психологическим состоянием. Сознание героя на грани раздвоения, его пугает собственное безразличие к людям и их горю.

## Персонажи
- укр. Моя утома (моя усталость)
- Ниви у червні (нивы в июне)
- Сонце (солнце)
- Три білих вівчарки (три белых овчарки)
- Зозуля (кукушка)
- Жайворонки (жаворонки)
- Залізна рука міста (железная рука города)
- Людське горе (человеческое горе)

## Символизм
Персонажи новеллы являются аллегорическими и несут определённую смысловую и эмоциональную нагрузку — символическое значение.
- Моя утома — тяжёлая сосна, что высосала любовь из души лирического героя.
- Ниви у червні (нивы в июне только начинают прорастать и поэтому означают ростки) — символизируют жизнь, которой так не хватает герою.
- Сонце — символ вечности и силы.
- Три білих вівчарки: «самовлюблённая Пава» — дворянство, «Трепов» — жандармерия (кличкой стала фамилия министра внутренних дел), «дурной Оверко» — приниженное и тёмное селянство.
- Зозуля (народный образ) — символ, воплощающий надежду и жизнь (образ времени).
- Жайворонки — символ творческого вдохновения.
- Залізна рука міста — тяга и сам город, что-то беспокойное и шумное.
- Людське горе — состояние народа.
- Образ ночі — символ красоты, одухотворённой Богом.